# Aleksandr Dovsjenko
Aleksandr Dovsjenko (russisk: Алекса́ндр Петро́вич Довже́нко) (født 10. september 1894 i Sosnytsia i det Russiske Kejserrige, død 25. november 1956 i Peredelkino i Sovjetunionen) var en sovjetisk filminstruktør og manuskriptforfatter.

## Filmografi
- Kærlighedens bær (Ягoдка Любви, 1926)[2]
- Diplomatkurérens taske (Сумка дипкурьера, 1927)
- Svenigora (Звeнигopа, 1927)[3]
- Arsenal (Арсенал, 1929)[4][5]
- Jorden (Земля, 1930)[6][7][8]
- Ivan (Иван, 1932)
- Aerograd (Аэроград, 1935)
- Sjtjors (Щорс, 1939)
- Mitjurin (Мичурин, 1948)
- Farvel Amerika! (Прощай, Америка!, 1951)